# Velika nagrada Australije
Velika nagrada Australije vozi se na uličnoj stazi oko jezera u Albert Parku u Melbourneu, samo par kilometara od centra grada. Koristi se jednom godišnje kao F1 staza pa je početkom vikenda jako zelena i prašnjava, te ima loš grip. Tijekom vikenda staza dobiva lagani sloj gume koju nanose bolidi te se nivo mehaničkog držanja staze uvelike mijenja na bolje. Od kada se 1996. godine VN Australije premjestila u Melbourne, staza je nekoliko puta dotjeravana i njena površina je ravnija i ugodnija za vožnju od većine ostalih gradskih utrka. Sastoji se od 16 zavoja uglavnom sporih i srednje brzih, tako da stabilnost na kočenju i trakcija iz sporih zavoja čine obavezne smjernice u postavljanju bolida. Pretjecanje je jako teško iako postoje dva teoretska mjesta za taj manevar. Uglavnom se promjene pozicija događaju taktiziranjem sa zaustavljanjem u boxu. 
Prva VN Australije vožena je 1985. godine u Adelaideu i tamo se vozilo sve do 1995. godine, i uvijek je bila posljednja utrka u kalendaru. Premještanjem u Melbourne VN Australije je uvijek (osim 2006. i 2010., kada je vožena u Bahreinu) vožena kao prva utrka sezone.

## Pobjednici

### Pobjednici po godinama
| Godina | Vozač                                | Konstruktor                          | Staza                                |
| ------ | ------------------------------------ | ------------------------------------ | ------------------------------------ |
| 1985.  | Keke Rosberg                         | Williams-Honda                       | Adelaide Street Circuit              |
| 1986.  | Alain Prost                          | McLaren-TAG Porsche                  | Adelaide Street Circuit              |
| 1987.  | Gerhard Berger                       | Ferrari                              | Adelaide Street Circuit              |
| 1988.  | Alain Prost                          | McLaren-Honda                        | Adelaide Street Circuit              |
| 1989.  | Thierry Boutsen                      | Williams-Renault                     | Adelaide Street Circuit              |
| 1990.  | Nelson Piquet                        | Benetton-Ford Cosworth               | Adelaide Street Circuit              |
| 1991.  | Ayrton Senna                         | McLaren-Honda                        | Adelaide Street Circuit              |
| 1992.  | Gerhard Berger                       | McLaren-Honda                        | Adelaide Street Circuit              |
| 1993.  | Ayrton Senna                         | McLaren-Ford Cosworth                | Adelaide Street Circuit              |
| 1994.  | Nigel Mansell                        | Williams-Renault                     | Adelaide Street Circuit              |
| 1995.  | Damon Hill                           | Williams-Renault                     | Adelaide Street Circuit              |
| 1996.  | Damon Hill                           | Williams-Renault                     | Melbourne Grand Prix Circuit         |
| 1997.  | David Coulthard                      | McLaren-Mercedes                     | Melbourne Grand Prix Circuit         |
| 1998.  | Mika Häkkinen                        | McLaren-Mercedes                     | Melbourne Grand Prix Circuit         |
| 1999.  | Eddie Irvine                         | Ferrari                              | Melbourne Grand Prix Circuit         |
| 2000.  | Michael Schumacher                   | Ferrari                              | Melbourne Grand Prix Circuit         |
| 2001.  | Michael Schumacher                   | Ferrari                              | Melbourne Grand Prix Circuit         |
| 2002.  | Michael Schumacher                   | Ferrari                              | Melbourne Grand Prix Circuit         |
| 2003.  | David Coulthard                      | McLaren-Mercedes                     | Melbourne Grand Prix Circuit         |
| 2004.  | Michael Schumacher                   | Ferrari                              | Melbourne Grand Prix Circuit         |
| 2005.  | Giancarlo Fisichella                 | Renault                              | Melbourne Grand Prix Circuit         |
| 2006.  | Fernando Alonso                      | Renault                              | Melbourne Grand Prix Circuit         |
| 2007.  | Kimi Räikkönen                       | Ferrari                              | Melbourne Grand Prix Circuit         |
| 2008.  | Lewis Hamilton                       | McLaren-Mercedes                     | Melbourne Grand Prix Circuit         |
| 2009.  | Jenson Button                        | Brawn GP-Mercedes                    | Melbourne Grand Prix Circuit         |
| 2010.  | Jenson Button                        | McLaren-Mercedes                     | Melbourne Grand Prix Circuit         |
| 2011.  | Sebastian Vettel                     | Red Bull-Renault                     | Melbourne Grand Prix Circuit         |
| 2012.  | Jenson Button                        | McLaren-Mercedes                     | Melbourne Grand Prix Circuit         |
| 2013.  | Kimi Räikkönen                       | Lotus-Renault                        | Melbourne Grand Prix Circuit         |
| 2014.  | Nico Rosberg                         | Mercedes                             | Melbourne Grand Prix Circuit         |
| 2015.  | Lewis Hamilton                       | Mercedes                             | Melbourne Grand Prix Circuit         |
| 2016.  | Nico Rosberg                         | Mercedes                             | Melbourne Grand Prix Circuit         |
| 2017.  | Sebastian Vettel                     | Ferrari                              | Melbourne Grand Prix Circuit         |
| 2018.  | Sebastian Vettel                     | Ferrari                              | Melbourne Grand Prix Circuit         |
| 2019.  | Valtteri Bottas                      | Mercedes                             | Melbourne Grand Prix Circuit         |
| 2020.  | Otkazana zbog pandemije COVID-19     | Otkazana zbog pandemije COVID-19     | Otkazana zbog pandemije COVID-19     |
| 2021.  | Nije održana zbog pandemije COVID-19 | Nije održana zbog pandemije COVID-19 | Nije održana zbog pandemije COVID-19 |
| 2022.  | Charles Leclerc                      | Ferrari                              | Melbourne Grand Prix Circuit         |
| 2023.  | Max Verstappen                       | Red Bull-Honda RBPT                  | Melbourne Grand Prix Circuit         |
| 2024.  | Carlos Sainz Jr.                     | Ferrari                              | Melbourne Grand Prix Circuit         |

## Višestruki pobjednici
| Pobjede | Vozač              | Pobjednička godina         |
| ------- | ------------------ | -------------------------- |
| 4       | Michael Schumacher | 2000., 2001., 2002., 2004. |
| 3       | Jenson Button      | 2009., 2010., 2012.        |
| 3       | Sebastian Vettel   | 2011., 2017., 2018.        |
| 2       | Alain Prost        | 1986., 1988.               |
| 2       | Gerhard Berger     | 1987., 1992.               |
| 2       | Ayrton Senna       | 1991., 1993.               |
| 2       | Damon Hill         | 1995., 1996.               |
| 2       | David Coulthard    | 1997., 2003.               |
| 2       | Kimi Räikkönen     | 2007., 2013.               |
| 2       | Lewis Hamilton     | 2008., 2015.               |
| 2       | Nico Rosberg       | 2014., 2016.               |

| Pobjede | Konstruktor | Pobjednička godina                                                          |
| ------- | ----------- | --------------------------------------------------------------------------- |
| 11      | McLaren     | 1986., 1988., 1991., 1992., 1993., 1997., 1998., 2003., 2008., 2010., 2012. |
| 11      | Ferrari     | 1987., 1999., 2000., 2001., 2002., 2004., 2007., 2017., 2018., 2022., 2024. |
| 5       | Williams    | 1985., 1989., 1994., 1995., 1996.                                           |
| 4       | Mercedes    | 2014., 2015., 2016., 2019.                                                  |
| 2       | Renault     | 2005., 2006.                                                                |
| 2       | Red Bull    | 2011., 2023.                                                                |